# Hyalomis hypochryseis
Hyalomis hypochryseis là một loài bướm đêm thuộc phân họ Arctiinae, họ Erebidae.